# Kaoru Ikeya
Kaoru Ikeya (池谷 薫, Ikeya Kaoru, nascido em 1943) é um astrônomo amador japonês que descobriu vários cometas.
Quando jovem, Ikeya morava perto do Lago Hamana e trabalhava em uma fábrica de pianos. Durante seu emprego lá, ele fez sua primeira descoberta em 1963 com um telescópio óptico que ele mesmo construiu com seu orçamento limitado. Dois anos depois, ele descobriu o brilhante cometa C/1965 S1 (Ikeya-Seki). Ikeya descobriu o cometa periódico 153P/Ikeya-Zhang em 1 de fevereiro de 2002, em Mori, Hokkaidō. O asteroide 4037 Ikeya também foi nomeado em sua homenagem. Em 13 de novembro de 2010, Ikeya descobriu o cometa P/2010 V1 (Ikeya-Murakami) usando um telescópio óptico, algo raro em uma era com acesso à tecnologia de imagem digital.
Ikeya contribuiu com sua habilidade para as óticas perfeitamente polidas usadas na construção do telescópio refletor Cassegrain Pentax de 40 cm instalado no Observatório do Science Centre Singapore em março de 1989.